# Масканьи, Андреа
Андреа Масканьи (итал. Andrea Mascagni; 7 августа 1917, Сан-Миниато — 6 февраля 2004, Тренто) — итальянский музыкант и политический деятель. Сын Марио Масканьи.
Окончил класс композиции консерватории Больцано (1939), а также химический факультет Болонского университета (1940). В годы Второй мировой войны участвовал в антифашистском партизанском движении, в 1943 г. вступил в Коммунистическую партию Италии.
В послевоенные годы преподавал в консерватории Больцано, возглавлял Центр музыкального образования и социологии музыки Свободного университета Тренто. В 1960 г. выступил основателем Оркестра имени Гайдна и до 1990 г. оставался его художественным руководителем. Занимал также пост вице-президента Национального профсоюза музыкантов. Неоднократно избирался в муниципальный совет Больцано. В 1976—1987 гг. депутат Сената Италии от Итальянской коммунистической партии.
Автор театральной музыки (в том числе к «Фаусту» Гёте и «Королю Лиру» Шекспира), хоровых обработок народных песен разных стран.